# Draba atuelica
Draba atuelica là một loài thực vật có hoa trong họ Cải. Loài này được Chodat & Wilczek mô tả khoa học đầu tiên năm 1902.